# Convergence (météorologie)
Pour les articles homonymes, voir Convergence.

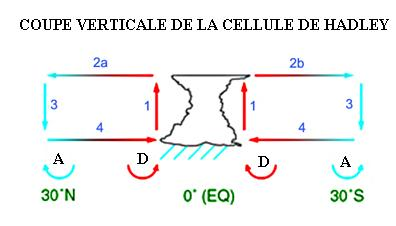
Convergence en surface (4) et divergence en altitude (2a et b) dans les cellules de Hadley donnent un mouvement ascendant (1) et des nuages.

La convergence en météorologie désigne une région de l'atmosphère où les flux d'air de différentes directions se rejoignent pour créer une accumulation de masse qui mène éventuellement à un mouvement vertical d'où la formation de nuages et de précipitations,. On distingue la convergence de large échelle, dite synoptique, qui donne des systèmes météorologiques tels les creux barométriques, les dépressions et les cyclones tropicaux; et la convergence à petite échelle qui donnera des nuages isolés comme les cumulus ou les nuages d'orage (cumulonimbus). L'inverse de la convergence est la divergence.

## Principe
Dans le mouvement d'un fluide, lorsque chaque point d'une parcelle d'air se rapproche (convergence) les uns des autres lors d'un déplacement dans le même sens et à la même vitesse pendant l'intervalle de temps δt, le volume de la parcelle diminue et on a accumulation de masse. Lors de divergence les points s'éloignent, le volume augmente et il y a une perte de masse par unité de volume. Du point de vue mathématique, la convergence de masse de l'air peut donc se calculer à partir des équations qui régissent l'atmosphère. Ces équations comportent des termes de convergence et de divergence qui relient la variation de pression et de température par la compression de ces paramètres dans une zone plus restreinte.
En général, la convergence à un niveau de l'atmosphère est couplée à une divergence à une autre. Ainsi la convergence près du sol, couplée avec une divergence en altitude, permettra au surplus de masse de s'élever, de former des nuages par condensation et de se répartir ensuite en altitude. De façon inverse, une convergence en altitude et une divergence près du sol donneront un mouvement vertical vers le bas et un assèchement de l'air.

## Synoptique

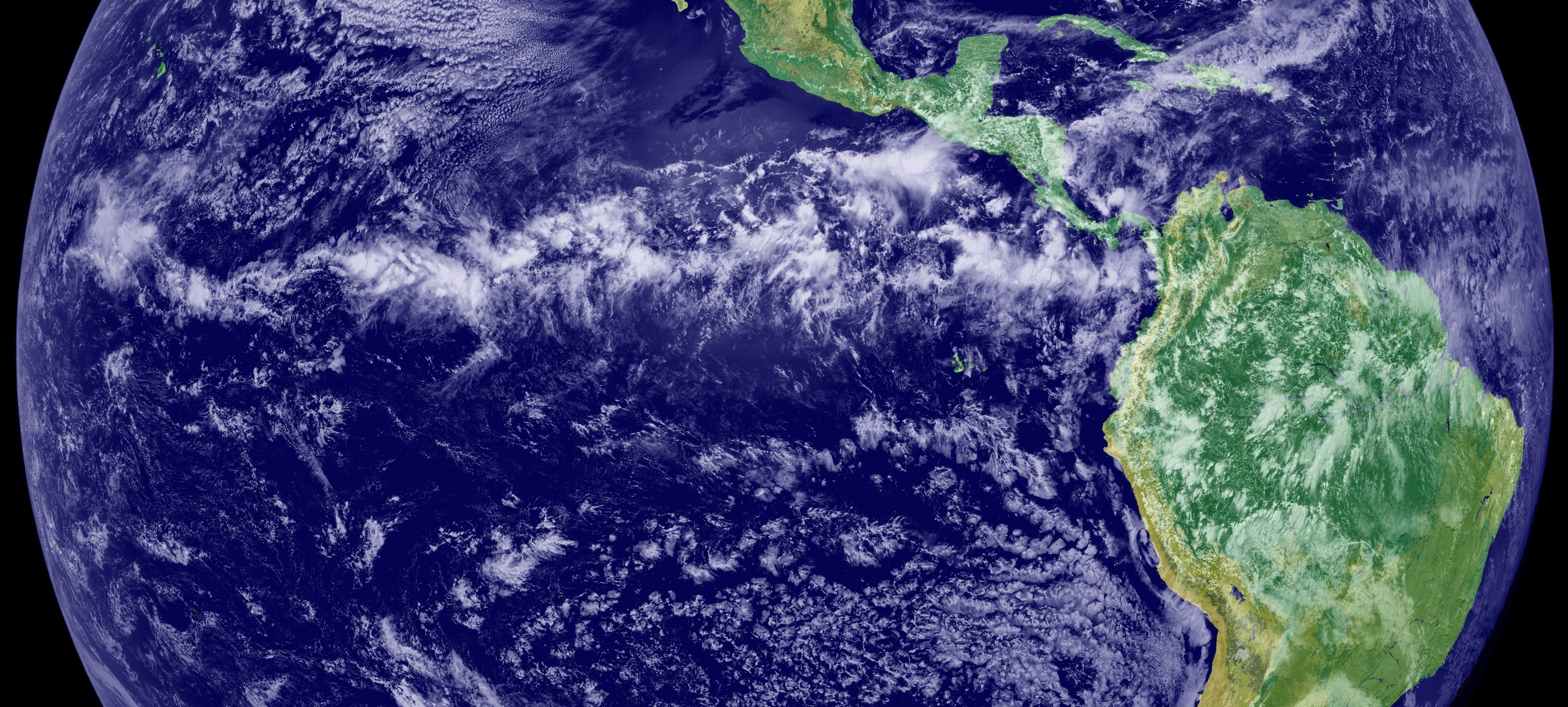
Convergence intertropicale dans le Pacifique donnant une ligne plus ou moins continue d'orages.

La circulation atmosphérique est le résultat des différences de pressions que l'on retrouve autour de la Terre. Celles-ci sont créées par la différence d'énergie reçue du Soleil, selon la latitude, et la rotation de la planète :
- Près de l'Équateur, la circulation générale des alizés produit une zone de convergence assez stable près du sol, la zone de convergence intertropicale, donnant une basse pression relative le long d'un corridor de latitudes. Cette zone est connue pour ses pluies orageuses ;
- Plus au nord et sud, la circulation est plus complexe. La convergence de l'air forme des dépressions et des creux barométriques qui transiteront dans le flux d'altitude.

## Méso-échelle

Convergence de méso-échelle des brises à Cuba. Noter la mince bande de nuages se formant sur l'île à la rencontre des brises de la côte nord et de la côte sud

À plus petite échelle, la canalisation des vents par la topographie ou un réchauffement différentiel entre deux zones ayant des propriétés réflectives différentes peut mener à une convergence. Les convergences mécaniques sont dues à une canalisation par le relief. Par exemple, dans la région de Seattle, où se trouve dans le bras de mer de Puget Sound, il y a une convergence des vents à bas niveau en aval des montagnes Olympiques parce que les vents d'ouest doivent passer de chaque côté des montagnes, ce qui crée une pression plus basse en aval du flux d'air vers laquelle les deux branches de la circulation doivent converger.
Les convergences thermiques typiques se rencontrent le long de la zone entre le flux général et celui de la brise de mer, entre le flux entre les zones ensoleillées et nuageuses, etc. Cela s'apparente à un mini front froid qui sera à l'origine de puissantes ascendances le long de la ligne de rencontre avec la circulation générale. Par exemple, à Fayence en France, lorsque le flux zonal est de nord-ouest faible (« queue » de mistral), la brise de mer qui est un vent de sud-est vient à la rencontre du mistral. Ceci explique les conditions aérologiques exceptionnelles de la région.
Ainsi, les zones de convergence mécaniques ou thermiques sont favorables à la pratique du vol à voile lorsque le temps est dégagé. Elles sont généralement repérables par un alignement de cumulus le long de la ligne de convergence.